# هامور أسود الطرف
هامور أسود الطرف (المقصود أعلى طرف الزعنفة الظهرية) أو هامور أحمر الطوق (الاسم العلمي Epinephelus fasciatus)، نوع سمك من الهامور وفصيلة القرفصية.

## التوزيع
ينتشر الهامور اأسود الطرف على نطاق واسع في جميع أنحاء البحار الاستوائية لمنطقة المحيط الهادي الهندي من ولاية البحر الأحمر إلى جنوب أفريقيا، حتى شمال كوريا، ووصولًا إلى المياه المحيطة بأستراليا وجزر بيتكيرن. كما أنه عادًة ما يوجد حول جزر ماسكارين وهو نوع من الأسماك التجارية الذي يُباع بثمن مرتفع في موريشيوس.

## معرض صور

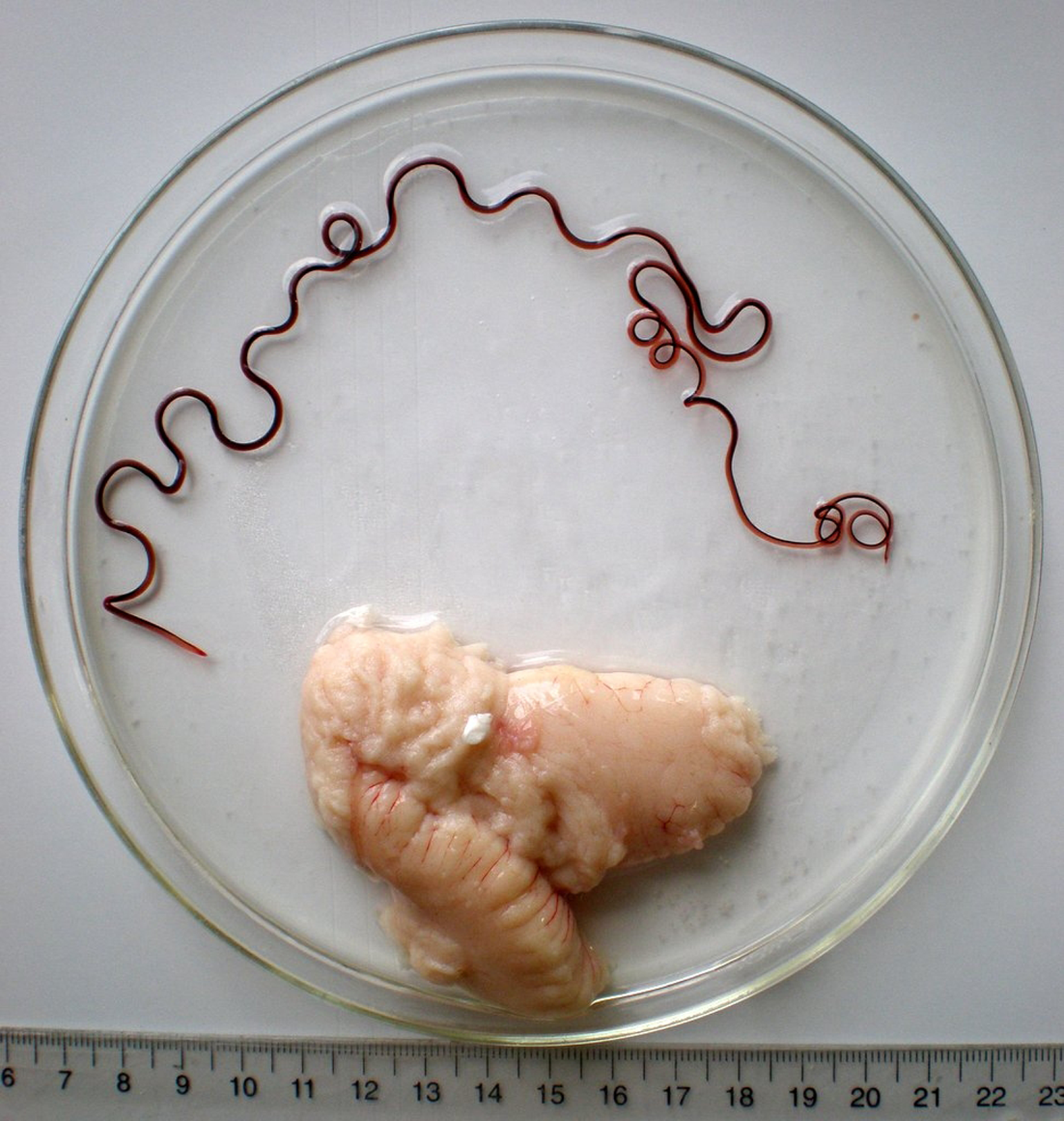
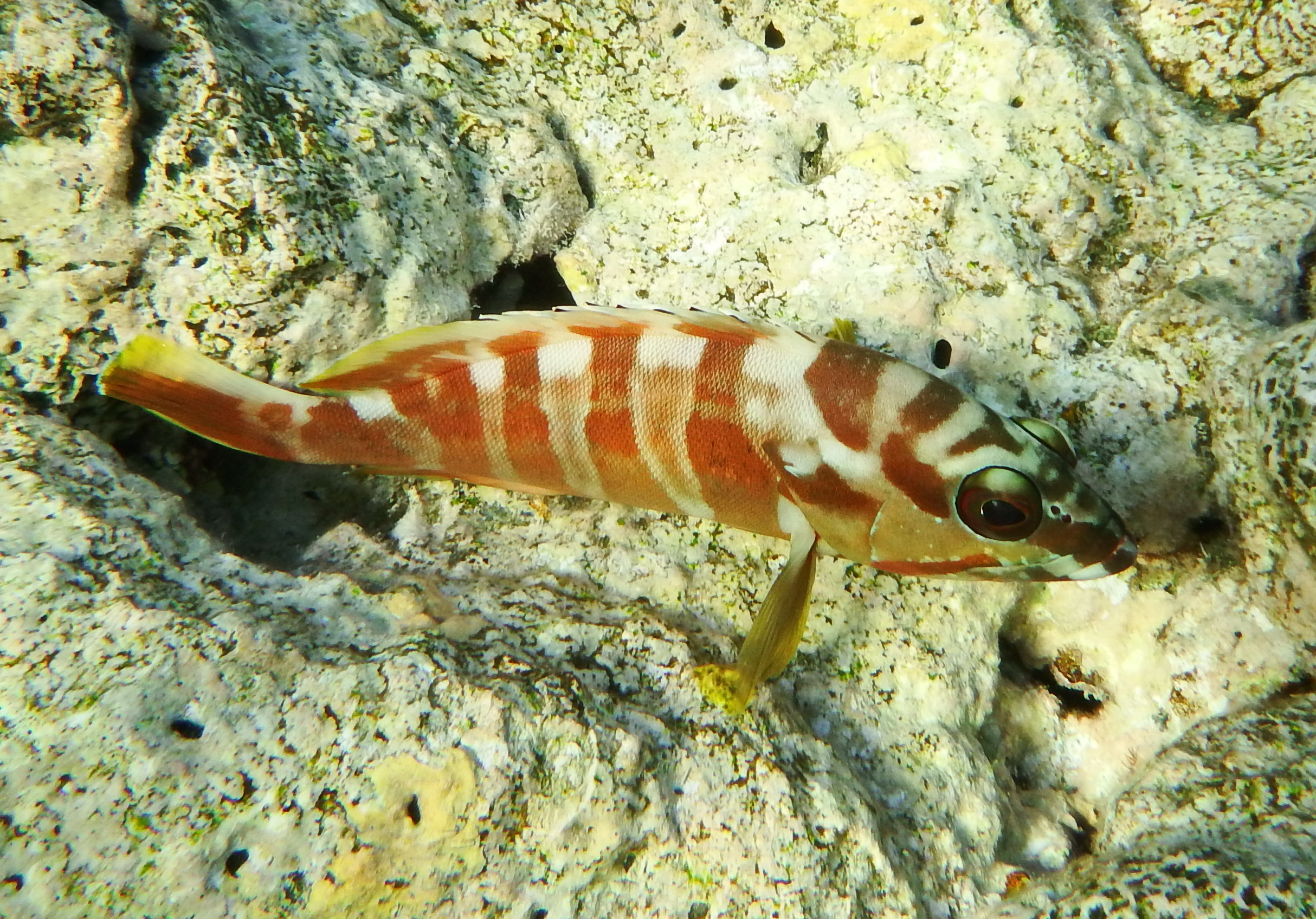
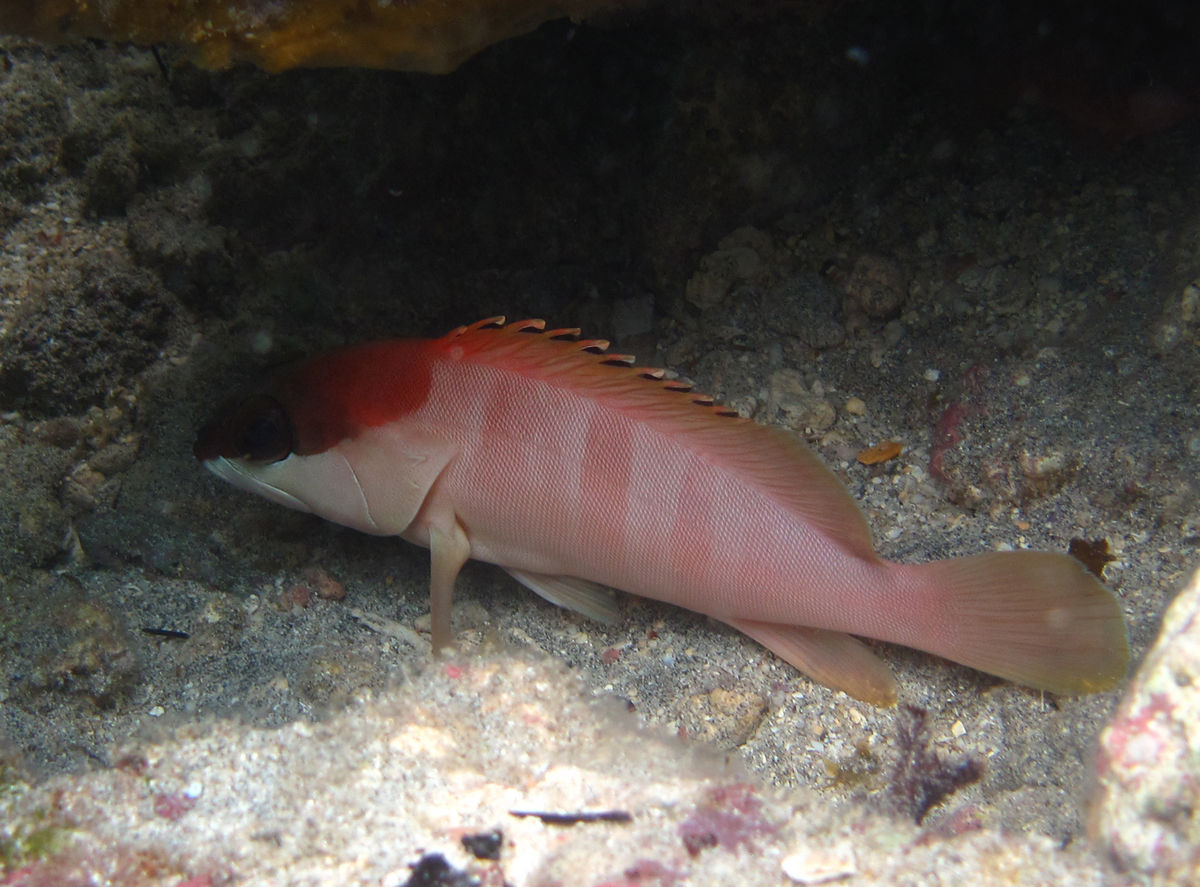